# Йозеф Лада
Йозеф Лада (на чешки: Josef Lada) (17 декември 1887 – 14 декември 1957) е чешки график, живописец и писател.
Считан е за представител на национално-демократичното направление в чешкото изкуство. Той е илюстратор на няколко списания, както и на собствената си книга „Моята азбука“. Известен е като художник на оригиналните илюстрации в популярното чешко сатирично произведение „Приключенията на добрия войник Швейк през Световната война“ от Ярослав Хашек.

## Биография
Роден е на 17 декември 1887 в малкото чешко градче Хрусице (днес в Средночешки край). Първоначално учи декорация на помещения и театрални декори. От 1905 до 1907 г. посещава вечерни курсове в Художествено-промишлената школа в Прага.
В този период започва да публикува свои рисунки във вестници и списания и да прави илюстрации за книги. През 1906 г. се запознава с Ярослав Хашек и резултатът от приятелството им е илюстроването на „Швейк“. Междувременно илюстрова и много детски книжки, на които той самият е автор или съставител („Езопови басни“). Сред най-известните литературни произведения на Лада е детската книжка „Приказка за хитрата Кума Лиса“.
За художествения стил на Лада е характерна графичната лаконичност и изразителност, постигнати с помощта на точните и прости линии. Художникът става световноизвестен с илюстрациите си към „Приключенията на добрия войник Швейк през Световната война“ (1924) от Ярослав Хашек.

## Признание
На изложбата „Експо 58“ посмъртно е отреден приз за работата на Йозеф Лада. Удостоен е с почетното звание „Народен художник на Чехословашката република“ през 1947 г. В негова чест е наименуван астероид „17625 Йозефлада“ (17625 Joseflada).
Днес в лятната вила на семейство Лада в Хрусице се помещава Мемориален музей „Йозеф Лада“. В него е изложена богата експозиция, илюстрираща живота и творчеството на художника. За известния жител на Хрусице днес свидетелстват бронзов бюст, паметна плоча и училището, което е посещавал като дете.